# جيم روجرز
جيم روجرز (بالإنجليزية: Jim Rogers)‏ هو سياسي أمريكي، ولد في 10 سبتمبر 1955.